# Tennis no ōjisama
Tennis no ōjisama (テニスの王子様) è un film del 2006 diretto da Yuichi Abe e basato sul manga Il principe del tennis di Takeshi Konomi.

## Trama

### Premessa
Ryoma frequenta la Seishun Academy, una scuola celebre soprattutto per il suo fortissimo tennis club composto da un team di giocatori di talento; anche Ryoma è un autentico prodigio in tale sport e rapidamente sconfigge in una serie di partite tutti gli avversari che gli si pongono innanzi.
Riesce così, poco dopo il suo ingresso nella scuola, a garantirsi un posto da titolare nella squadra sportiva.

### Vicenda narrata nel film
Ad appena 12 anni d'età Ryoma è un vero e proprio prodigio nel campo del tennis che ha già vinto, stracciando tutti gli avversari, 4 tornei juniores: suo padre Nanjiroh, un famoso tennista, richiama Ryoma dall'America e lo fa tornare in Giappone per permettergli di frequentare il distinto istituto Seishun.
Shioin è una ragazza i cui genitori sono morti in un incidente e che da allora per lo shoch subito ha smesso di parlare: incrocerà il suo cammino con Ryoma quando lui si trova a proteggerla in treno da un gruppo di teppistelli più grandi.
Arrivato alla nuova scuola, il ragazzo viene subito contrastato da Kaoru, un giocatore appartenente alla squadra di tennis del 2º anno, il cui soprannome è "la Vipera". Gli altri membri del team sono Shuichiro (il vice capitano) ed il suo partner di doppio Eiji; Shusuke del 3º anno; Sadaharu, un genio della tattica (cerca sempre di raccogliere per quanto gli è possibile informazioni riguardanti i punti deboli dei suoi avversari); Takashi, la cui personalità immediatamente si trasforma a partire dal momento in cui afferra la racchetta. Un altro membro regolare della squadra, anche lui del 2º anno, è Takeshi, noto per le sue mire e giochetti di potere.
Ryoma sorprende tutti con uno dei suoi colpi personali imparabili, ma la partita con Kaidou viene interrotta da Kunimitsu, il capitano del tennis club, il quale punisce Kaidou per aver giocato una partita senza il suo permesso e nel contempo inizia ad interessarsi di Ryoma.
A causa della sua giovanissima età non viene preso molto sul serio durante il torneo mensile: in una partita contro Fudomine si ferisce ad un occhio ma la sua ferrea determinazione a portar in ogni caso a termine la partita riesce a sorprendere tutti positivamente.
Il capitano è rimasto immediatamente turbato dallo stile del nuovo membro della squadra, in quanto appare proprio come una copia esatta di suo padre: gioca una partita contro Ryoma e riesce a batterlo nonostante abbia un braccio ferito ed ignorando così del tutto i consigli del suo medico.
Mentre s'avvicina la scadenza del torneo regionale del Kanto, la Seishun viene a conoscere il nome del 1° avversario contro cui dovrà confrontarsi: si tratta della Hyotei Academy. Da questo momento in poi iniziano gli scontri diretti tra i membri dei due club per assicurarsi la vittoria ed ottenere il meritato successo.

## Tema musicale
La colonna sonora è stata composta da Taro Iwashiro, e contiene anche musiche interpretate dal gruppo Cherry Yellow.

## Differenze rispetto al manga e all'anime
Il film risulta essere una versione condensata della serie originale, quindi molti dei fatti e dei personaggi sono stati modificati in forma riassuntiva.